# Gołąbek czerwonopomarańczowy

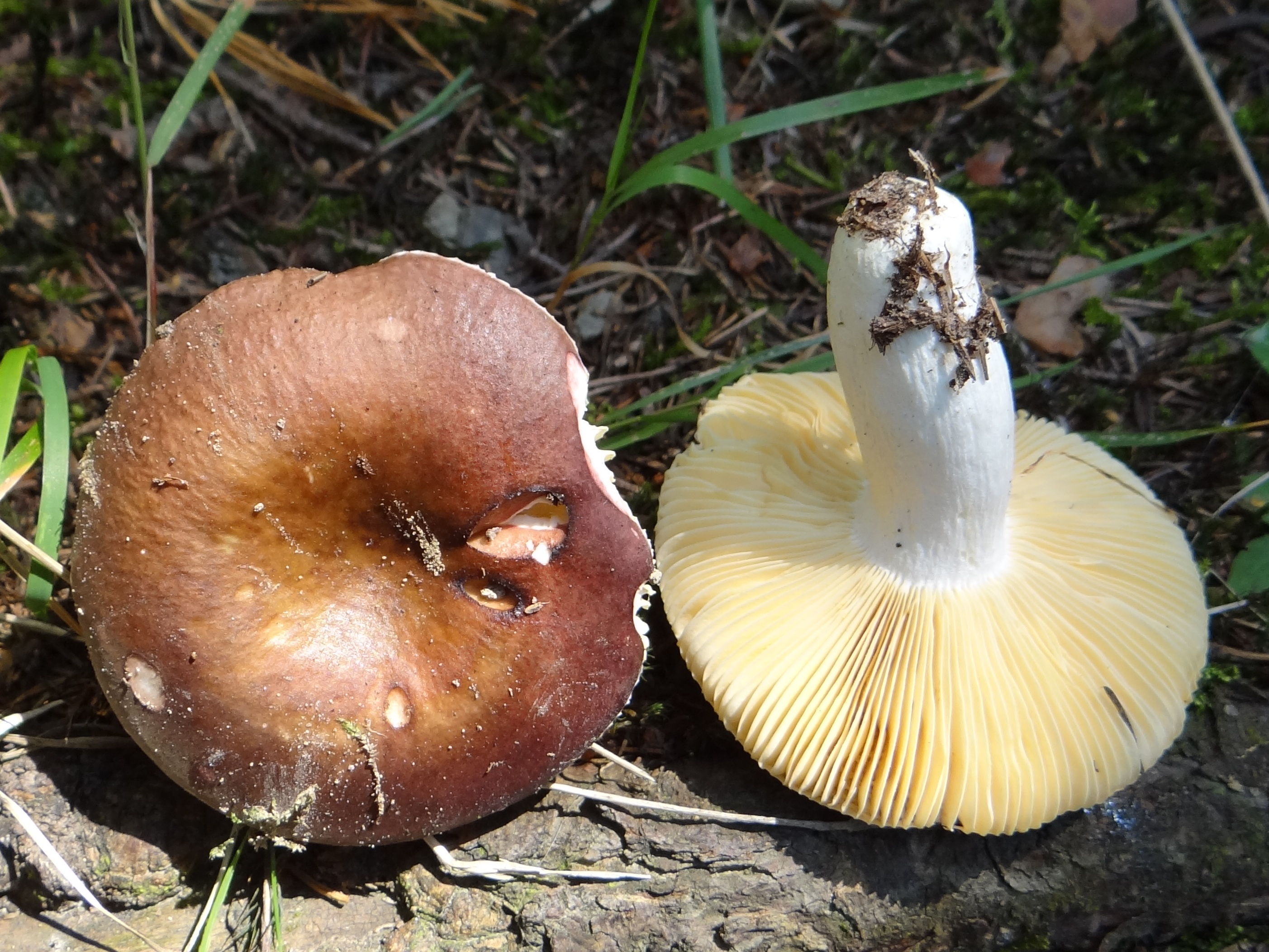

Gołąbek czerwonopomarańczowy, gołąbek Lundella (Russula intermedia P. Karst.) – gatunek grzybów należący do rodziny gołąbkowatych (Russulaceae).

## Systematyka i nazewnictwo
Pozycja w klasyfikacji według Index Fungorum: Russula, Russulaceae, Russulales, Incertae sedis, Agaricomycetes, Agaricomycotina, Basidiomycota, Fungi.
Po raz pierwszy opisał go w 1888 r. Petter Adolf Karsten w Finlandii i nadana przez niego nazwa naukowa jest aktualna. Synonimy:
- Russula intermedia f. mesospora (Singer) Bidaud, Moënne-Locc. & Reumaux 1996
- Russula lundellii Singer 1951
- Russula mesospora Singer 1938
- Russula pulcherrima S. Lundell & Jul. Schäff. 1938

Alina Skirgiełło w 1991 r. podała polską nazwę gołąbek Lundella dla synonimu Russula lundellii, Władysław Wojewoda w 1999 r. zmienił ją na gołąbek czerwonopomarańczowy.

## Morfologia
Kapelusz
Średnica 5–12 cm, masywny, początkowo wypukły, ale szybko płaskowypukły, na koniec płaskowklęsły. Brzeg tępy, równy, przez długi czas podgięty. Powierzchnia o barwie od ceglastopomarańczowej co czerwonopomarańczowej lubciemnoczerwonobrązowej, u starszych okazów miejscami odbarwiająca się do zielonkawocytrynowożóltej. Skórka gładka, w stanie wilgotnym lepka, dająca się ściągnąć do połowy kapelusza.
Blaszki
Średnio gęste, średniej grubości, z nielicznymi blaszeczkami, szerokie, przy brzegu zaokrąglone, przy trzonie nieco zatokowato zbiegające, miejscami rozwidlone, jasnoochrowe.
Trzon
Wysokość do 8,5 cm, grubość do 3 cm, cylindryczny, jędrny, twardy, kruchy, początkowo pełny, potem watowaty. Powierzchnia gładka, błyszcząca, biała, u starszych okazów żeberkowana, ochrowordzawa.
Miąższ
Jędrny, biały, co najwyżej częściowo brudnawy. Ma zapach moszczu i gorzko-ostry smak, ale starsze okazy mogą mieć łagodny smak.
Wysyp zarodników
Żółty.
Cechy mikroskopowe
Podstawki 44–60 × 9–13 µm, maczugowate, 4-zarodnikowe. Bazydiospory 7–8 × 6–7 µm, Q średnie 1,17, półkuliste, brodawkowate, często z rzędami tępych brodawek. Cheilocystydy o szerokości 9–11 µm. Komórki wierzchołkowe skórki kapelusza o szerokości 2–3 µm, cylindryczne do nieco maczugowatych, zabarwiające się fuksyną. Dermatocystydy o szerokości 4–10 µm, cylindryczne, długie, rzadko septowane, w sulfowanilinie bladofioletowe.
Gatunki podobne
Pod względem barwy podobne są gołąbek płowiejący (Russula decolorans) i gołąbek błotny (Russula paludosa), ale odróżniają się smakiem i dużo mniejszymi zarodnikami.

## Występowanie i siedlisko
Występuje w Ameryce Północnej, Europie i Azji. Najwięcej stanowisk podano w Europie. Na Czerwonej liście roślin i grzybów Polski Russula lundellii ma status gatunku wymarłego. Przed II wojną światową występował w okolicach Lwówka Śląskiego, w 1991 r. jego stanowisko podała Alina Skirgiełło w Gryfowie Śląskim, w późniejszych latach podano następne. Aktualne stanowiska podaje także internetowy atlas grzybów. Znajduje się w nim na liście gatunków zagrożonych i wartych objęcia ochroną.
Naziemny grzyb mykoryzowy występujący w lasach liściastych i mieszanych pod brzozami.